# 이든로
이든로(Ideun-ro)는 인천광역시 서구 오류동에 있는 도로로, 총 연장은 507m이다. 도로의 명칭이 유래된 것은 "착하고 어질다"라는 뜻의 순우리말에서 착안하였다.

## 역사
- 2012년 10월 25일 : 도로명으로 이든로를 고시

## 주요 경유지
- 서구
  - 오류동

## 접촉하는 도로
- 도담5로
- 이든1로
- 도담로
- 도담8로
- 원당대로

## 주요 건물 및 시설
- 라인켐 (이든로 5/오류동 1633-14)
- 경진실업 (이든로 10/오류동 1634-3)
- 이랜드 체육조경 (이든로 14/오류동 1634-1)